# Антоніо Гарцоні Провенцані
Антоніо Гарцоні Провенцані (італ. Antonio Garzoni Provenzani, 2 грудня 1906 — 15 лютого 1989) — італійський академічний веслувальник.
Бронзовий призер Олімпійських Ігор 1932 року в складі розпашної четвірки без стернового.
Чемпіон Європи 1931 року в складі розпашної четвірки зі стерновим, бронзовий призер 1934 року в складі вісімки.